# 花柔弄蝶族
花柔弄蝶族（學名：Anthoptini）是弄蝶科花弄蝶亞科裡的一個族。物種分佈於美洲，尤其在新熱帶界。幼蟲寄主皆為草本植物。

## 分類
- 花柔弄蝶屬 Anthoptus
- 鬱弄蝶屬 Corticea
- 散弄蝶屬 Synapte
- 琺弄蝶屬 Falga
- 豔弄蝶屬 Mnaseas
- Wahydra
- 皂弄蝶屬 Zalomes